# Posavina (Region)
Posavina (serbisch-kyrillisch Посавина ‚Gebiet an der Save‘), eingedeutscht auch Posawien (oder Posavien), ist das Gebiet beiderseits der unteren Save im heutigen Kroatien, Bosnien-Herzegowina und Serbien. Der Name erschien im 9. Jahrhundert erstmals als Bezeichnung für eine Grenzmark des Fränkischen Reiches.

## Geografie
Die Posavina ist Teil der Pannonischen Tiefebene.
Sie reichte von Zagreb und Sisak im Westen bis zur Mündung der Save in die Donau im Osten.
Der westliche Teil der Posavina (Save-Niederungen) ist heute das demographische und wirtschaftliche Zentrum Kroatiens.
Die Save ist auf einem großen Teil ihres Laufes Grenzfluss zwischen Kroatien und Bosnien und Herzegowina.
Der Ostteil ab Vukovar wird Syrmien und ganz im Osten Batschka genannt.

### Regionen Posavina
Heute tragen zwei administrative Regionen den Namen Posavina:
- Der Kanton Posavina, der kleinste der zehn Kantone in der Föderation Bosnien und Herzegowina. Der Kanton, am Südufer der Save, umfasst nur einen sehr kleinen Teil der Region Posavina.
- Die Gespanschaft Brod-Posavina, ein Verwaltungsbezirk im südlichen Teil der kroatischen Region Slawonien, entlang dem Nordufer der Save.

## Geschichte

### Pannonien
Die fruchtbare und wasserreiche Region wurde schon im Neolithikum besiedelt. Die ersten bekundeten Bewohner waren die Skordisker, später die Pannonier, die unter Kaiser Augustus dem Römischen Reich einverleibt wurden. Das Gebiet gehörte nunmehr zu „Pannonia inferior“ (Unterpannonien). Kurz nach dem Fall der Hunnen etablierte sich für wenige Jahre ein kurzlebiges Sueben-Reich, seit dieser Zeit wurde die Region auch „Pannonia Savia“ genannt.
Unter Justinian I. konnte die Posavina (Pannonia inferior) wieder dem byzantinischen Reich hinzugefügt werden, was durch den Bau einiger Kastelle belegt ist.
Am Ende der großen Völkerwanderung eroberten Awaren das Land zwischen Drau und Save. Mit ihnen kamen slawische Siedler ins Land (siehe Theorie der Landnahme der Slawen auf dem Balkan, widerlegt durch Florin Curta).
Die Awaren überließen es 635 den Bulgaren, die jedoch bald darauf nach Makedonien zogen und 684 in Westmakedonien und Albanien ein Reich gründeten, das sich später mit dem Donaureich des Asparuch zum Großbulgarischen Reich vereinte und die Hegemonie über Südosteuropa erlangte. Zeitgleich schmilzt das byzantinische Reich langsam dahin und die Awaren, die nun auch von den erstarkten Bulgaren bedroht werden, ersuchen teilweise um Hilfe des Frankenreichs.
791 eroberte Karl der Große das Gebiet von den Awaren. 793 ordnet er die langobardischen und awarischen Gebiete neu und setzt in slawischen Regionen lokale Herrscher als Fürsten in Suzeräne (Vasallen) des Fränkischen Reiches ein. 799 wurde das Gebiet Posavina formal dem Byzantinischen Reich angegliedert, da die Byzantiner den Bulgaren jährliche Tribute zur Erhaltung ihrer Reichsgrenzen zahlen.

### Fränkische Grenzmark Posavina
Unter Kaiser Ludwig dem Frommen wird die Grenzmark Posavina an der Save errichtet, die im Westen an die Markgrafschaften Friaul und Istrien und im Norden an die Markgrafschaft Krain grenzte.
Formal untersteht die Grenzmark der Markgrafenschaft von Krain. Diese wird aber vom Markgrafen von Friaul verwaltet.
803 kommt Khan Krum auf den Thron und beginnt eine aggressive Expansionspolitik, unter ihm erreicht das Bulgarenreich schließlich seine maximale Ausdehnung und führt ihn bis vor die Tore Konstantinopels. Daher wurde die Grenzmark 804 zum Fürstentum Posavina erhoben, wobei der kroatische Vasall Vojnomir zu Fürsten aufsteigt. Die Fürsten von Posavina unterstanden – wie auch die Fürsten von Liburien und Narentania – dem fränkischen Krain, das vom Herzog von Friaul verwaltet wird. Zwischen 804 und 810 kommt es zu zahlreichen Konfrontationen zwischen Franken und Bulgaren.
810 wird Ljudevit Fürst der Posavina. 818/819 versuchte er die fränkische Oberhoheit abzuschütteln. Offensichtlich führte er einen Krieg gegen seinen Onkel Borna, dem Fürsten von Narentania, der sich mit Ljudevits Schwiegervater Dragomuž zusammen tut und die 819 in der Schlacht an der Kulpa geschlagen werden. 821 fällt Borna, ihm folgt 821 sein Neffe Vladislav (Ladasclavus) als Fürst von Narentania.
Bald darauf wird Ljudevit von den Franken unter Markgrafen Balderich von Friaul geschlagen und flüchtet 823 zu den Serben („ad Sorabos, quae natio magnam Dalmatiae partem obtinere dicitur“).
Dort tötete er seinen Gastgeber, den serbischen Fürsten, unterwarf dessen Stadt und floh dann zu Bornas Oheim Ljudemisl, der ihn aber – wohl auf Forderung der Franken – töten ließ.
Mit der Genehmigung des Slawischen als vierte Lehrsprache der Kirche 863 sank der Einfluss der Franken durch Vertreibung ihrer Priester in allen slawischen Fürstentümern dramatisch, da slawische Fürsten dies nutzten, um die aus dem Frankenreich stammende Priesterschaft loszuwerden. Infolgedessen setzten sich slawische Sprachen sowohl im Bulgarenreich, als auch in den slawischen Fürstentümern durch.
Fürsten von Posavina (Panonska Hrvatska oder Pannonia inferior) waren:
- Vojnomir (vermutl. 804–810) unter Markgraf Aio von Friaul (808–817)
- Ljudevit (810–823), lat. Liudewitus unter Markgraf Chadaloh I. von Friaul (817–819)Balderich von Friaul (819–829)
- Ratimir (829/831–838), Sohn des Ljudevit unter Markgraf Unroch II. von Friaul (829–???)
- keine Information, vermutlich Vasall des Großbulgarischen Reiches
- Braslav (880–896)

Ab 925 wurde Posavina mit Narentania vereint und zum unabhängigen Königreich Kroatien unter Tomislav (rex croatorum).
Siehe Liste der Herrscher Kroatiens.

### Königreiche Kroatien und Ungarn
Mit dem Erstarken der kroatischen und ungarischen Fürstenmacht wurde Posavina 925 unabhängig und gemeinsam mit Narentania (Primorska Hrvatska oder Pagania, kroatisch: Neretvani) zum Königreich Kroatien. Ab 1102 wurde es infolge der Personalunion mit dem Königreich Ungarn Teil von Ungarn. Dem bosnischen König Tvrtko I. (1338–1391) gelang es, die Posavina seinem Reich einzuverleiben, aber schon bald nach seinem Tod wurde sie wieder Teil von Kroatien im Rahmen der ungarischen Monarchie.

### Osmanisches Reich und Habsburgermonarchie
Dabei blieb es allerdings nur bis 1463, als auch die Posavina von den Osmanen erobert wurde. Im Frieden von Karlowitz 1699 kam die Posavina dann mit ganz Slawonien an Österreich, das dort eine Militärgrenze zum Osmanischen Reich einrichtete. Im Friedensvertrag von 1719 zwischen dem Osmanischen Reich und dem Habsburger Reich wurden die Grenzen der Posavina festgelegt, die sich bis 1939 nicht mehr änderten.

### Jugoslawien, Kroatien und Bosnien
Nach dem Ersten Weltkrieg gehörte die Region zum Königreich der Serben, Kroaten und Slowenen bzw. ab 1929 zum Königreich Jugoslawien. Als am 29. August 1939 die „Banschaft Kroatien“ (Banovina Hrvatska) innerhalb des Königreichs geschaffen wurde, kam auch der südlich der Save liegende Teil von Posavina hinzu. Nach der Schaffung des sogenannten Unabhängigen Kroatischen Staates im April 1941 war die Posavina Teil desselben. Nach dem Zweiten Weltkrieg war es zunächst wieder Teil Jugoslawiens, ehe es als Folge der Jugoslawienkriege zwischen Kroatien und Bosnien-Herzegowina geteilt wurde. Die Region litt sehr schwer im Bosnienkrieg, als viele Ortschaften geplündert und niedergebrannt wurden.